# Хаммонд (город, Миннесота)
Хаммонд (англ. Hammond) — город в округе Уабаша, штат Миннесота, США. На площади 0,3 км² (0,3 км² — суша, водоёмов нет), согласно переписи 2002 года, проживают 198 человек. Плотность населения составляет 732,2 чел./км².
- Телефонный код города — 507
- Почтовый индекс — 55991
- FIPS-код города — 27-26828[1]
- GNIS-идентификатор — 0644609[2]